# Mariánský sloup (Mnichovo Hradiště)
Sloup se sochou Panny Marie v Mnichově Hradišti je barokní mariánský sloup stojící v parčíku před budovou radnice na Masarykově náměstí v Mnichově Hradišti v okrese Mladá Boleslav. Od roku 1958 je chráněn jako kulturní památka.

## Historie
Určení roku vzniku sloupu a autorství není v literatuře jednoznačné. Šimák klade vznik sloupu do doby děkana Jana Julia Ruckého (1684-1706). Možné autorství je připisováno Martinu Jelínkovi st. Poche připisuje autorství Martinu Jelínkovi ml. (Martin Ignác Jelínek, *1728), což vznik díla posouvá do 2. pol. 18. století.
V roce 1971 byla restaurována vrcholová plastika. V 80. letech 20. stol. byl sloup nahrazen kopií. Sloup byl v restaurován v roce 2002 a 2010 Josefem Vitvarem. Naposledy byl sloup restaurován v roce 2017 Martinem Pokorným.

## Popis
Základna je tvořena šestibokou podstavou přístupnou po nízkém schodě obehnanou řetězem připevněným na šestibokých sloupcích. Stylobat tvoří trojboký hranol s proláklými stěnami a seříznutými stranami s volutami, v průčelí s předsunutou deskou připomínající mensu. Na krycí desce stylobatu jsou na nároží tři sochy andílků s oválnými nápisovými kartušemi. Nápisy zní:
- Pozdrawenj nemocznich
- Autoczisste hrissniku
- Potessenj zarmauczenich

Uprostřed horního soklu v průčelí je umístěna oválná kartuše zdobená akantovými listy a korunkou na vrcholu. V ní je plasticky ztvárněn erb Valdštejnů. Pod kartuší bývala umístěna ozdobná kovaná lucerna.
Z vrcholu horního stylobatu vybíhá dřík sloupu ve tvaru trojbokého jehlanu zakončený římsovou hlavicí, na níž spočívá zeměkoule obtočená hadem a půlměsíc. Socha Panny Marie, typu Immaculata, je zobrazena v životní velikosti, v mohutném kontrapostu a s dramaticky zřasenou draperií. Hlava sochy je zdobena zlacenou gloriolou.

## Galerie

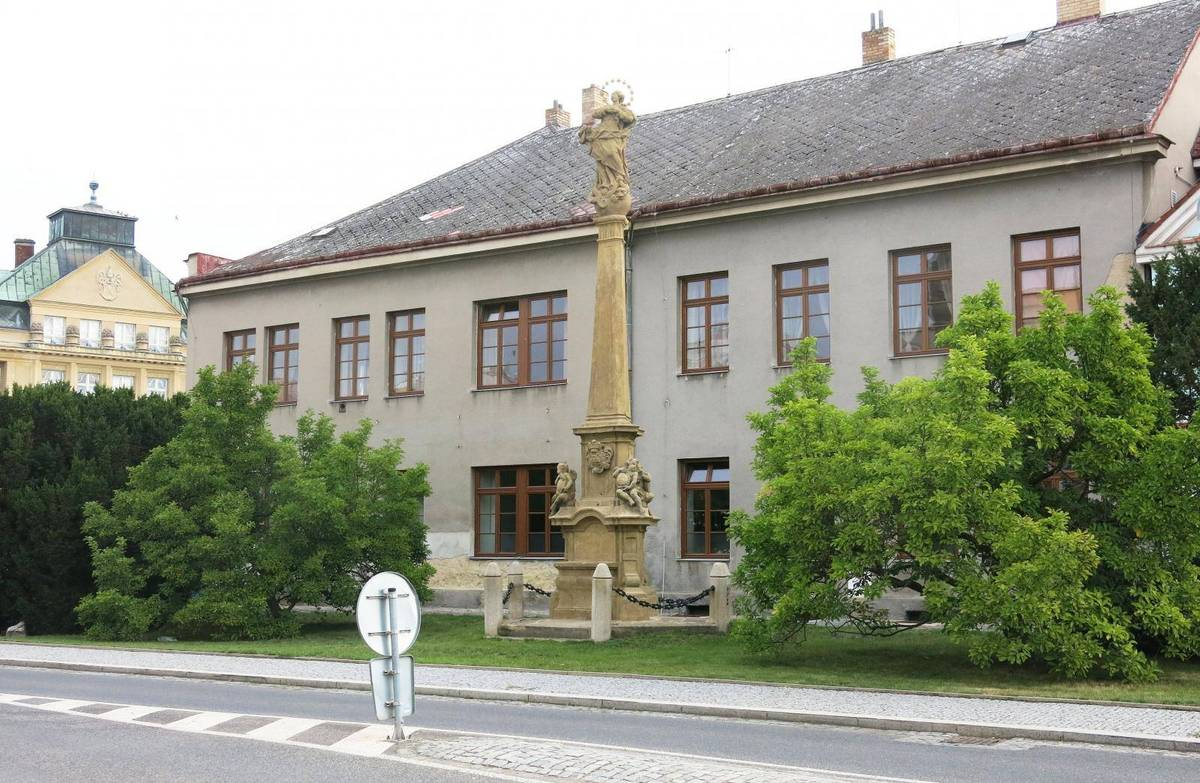
Sloup v parčíku na náměstí
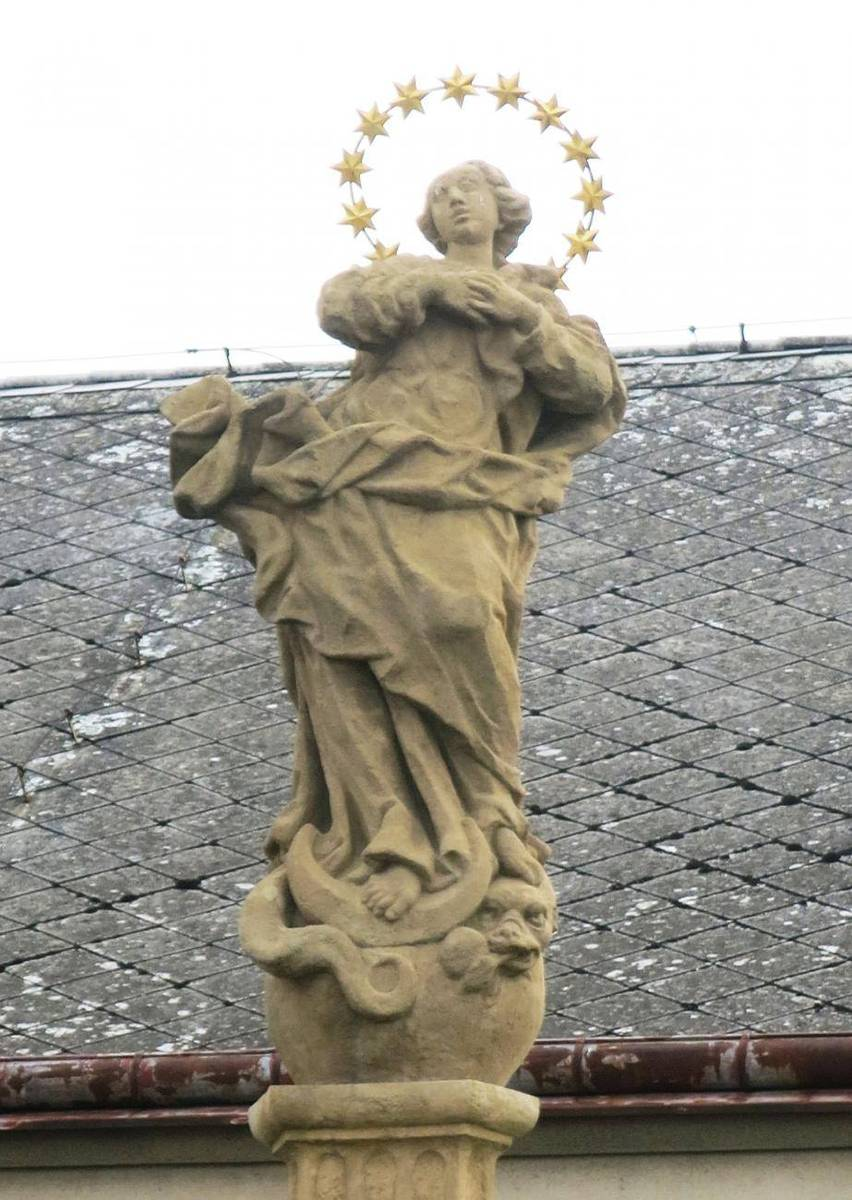
Vrchol sloupu se sochou Panny Marie
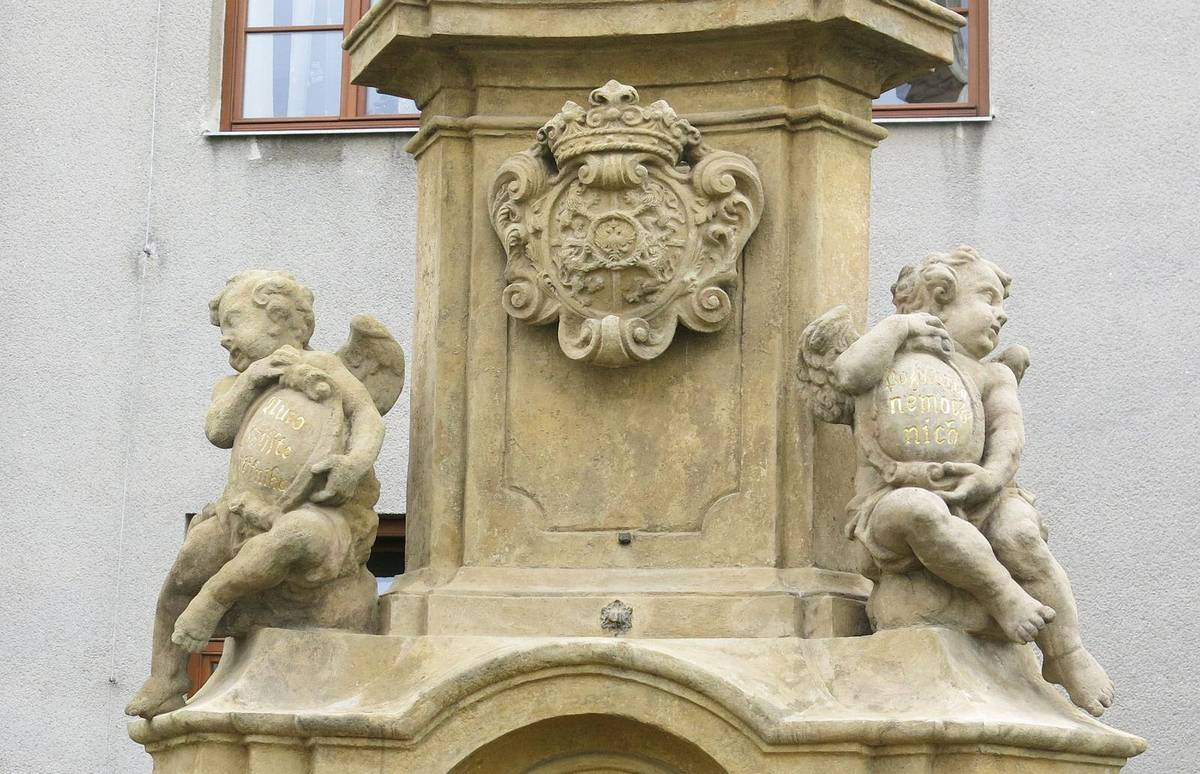
Sochy andílků s kartušemi a valdštejnský erb